# Герберт Грінфілд
Герберт B. Ґрінфілд  (англ. Herbert W. Greenfield; * 25 листопада 1869,Вінчестер, Гемпшир, Англія — †23 жовтня, 1949  Калгарі, Альберта) — фермер і 4-й прем'єр канадської провінції Альберти в 1921—1925 роках.
Сполучені Фермери Альберти без керівника в 1921 році перемогли на провінційних виборах над Ліберальною партією Альберти (англ. Liberal Party of Alberta), організація управлялася рішенням більшості. Ґрінфілд обраний головою партії  після виборів 1921 року. 
Ґрінфілд був молодий та недосвідчений політик і цілком не розумів проблем фермерів — посухи, демпінгових цін на зерно, завищених на енергоносії (вугільна промисловість). До досягнень адміністрації Ґрінфілда відносяться — усунення бюджетного дефіциту провінції, великий прогрес у переговораї Альберти з управлінням природних ресурсів та заснування сільськогосподарського кооперативу «Alberta Wheat Pool».
1925 року прем'єр Герберт Ґрінфілд пішов у відставку внаслідок міжусобиць в його політичній силі, Джон Едвард Бронлі очолив цю політичну силу після нього.